# 茶圍盾介殼蟲
茶圍盾介殼蟲（学名：Fiorinia theae）为盾介殼蟲科圍盾介殼蟲屬下的一个种。